# Trabajo intangible
Trabajo intangible es un término que abarca todo el trabajo que produce el contenido informativo o cultural de los bienes. El tipo de actividades que tratan de definir y establecer estándares culturales y artísticos, maternidad, gusto, normas de consumo y, más estratégicamente, opinión pública.
Ejemplos de tales trabajos intangibles son el trabajo emocional , las redes sociales y el trabajo en equipo .El trabajo intangible fue decisivo para el trabajo social en su totalidad.
El teórico literario y crítico de la globalización Michael Hardt y el politólogo Antonio Negri , ambos autores del postoperatismo, tienen el concepto de trabajo inmaterial en su libro marxista Empire: el nuevo orden mundial con mayor precisión. Destacan tres aspectos del trabajo intangible:
1. El flujo de información entre la fábrica y el mercado
2. La homogeneización de los procesos de trabajo como procesos de entrada de símbolos en sistemas de información y,
3. Trabajo afectivo, que crea una sensación de bienestar en contacto directo o indirecto (como en la industria del entretenimiento).

Su objetivo es la producción y reproducción de la sociedad en su conjunto. Ya no se limita a la economía ( biopolítica , producción de subjetividades ). Tiene una tendencia a la red porque la comunicación, las relaciones cooperativas y afectivas se basan en redes. Otras características incluyen movilidad, flexibilidad y precariedad.